# Hutung Sähle
Hutung Sähle este o arie protejată (arie specială de conservare — SAC, sit de importanță comunitară — SCI) din Germania întinsă pe o suprafață de 43,52 ha, integral pe uscat.

## Localizare
Centrul sitului Hutung Sähle este situat la coordonatele 53°12′39″N 13°15′07″E / 53.2108°N 13.2519°E.

## Înființare
Situl Hutung Sähle a fost declarat sit de importanță comunitară în septembrie 2000 pentru a proteja 2 specii de animale. Situl a fost protejat și ca arie specială de conservare în mai 2003.

## Biodiversitate
Situată în ecoregiunea continentală, aria protejată conține 2 habitate naturale: Mlaștini turboase de tranziție și turbării mișcătoare, Mlaștini împădurite.
La baza desemnării sitului se află mai multe specii protejate de  amfibieni (2): buhai de baltă cu burta roșie (Bombina bombina), triton cu creastă (Triturus cristatus).
Pe lângă speciile protejate, pe teritoriul sitului au mai fost identificate 3 specii de amfibieni.